# Калнуяй
Калнуяй — село в Расейняйському районі, знаходиться поруч з шосе А-1 Вільнюс -Каунас — Клайпеда.
Перша згадка відноситься до 14 століття. Під час воєн 1914-го та 1944-го років село було спалене.
| Литва | Це незавершена стаття з географії Литви. Ви можете допомогти проєкту, виправивши або дописавши її. |